# Blockbuster
|  | For den tidligere butikskæde, se Blockbuster Video |
Blockbuster er en amerikansk betegnelse for en økonomisk succesrig spillefilm. Oprindelig stammer udtrykket fra teaterjargon, beskrivende et særligt succesrigt skuespil, men i dag anvendes udtrykket især af filmindustrien.
Det er ikke et egentligt fagudtryk, men generelt siges grænsen for, hvornår en film er en blockbuster eller ej, at gå ved en indtægt på 100 millioner amerikanske dollars fra billetsalg.
| Film | Spire Denne filmartikel er en spire som bør udbygges. Du er velkommen til at hjælpe Wikipedia ved at udvide den. |